# Sint-Maartenskerk (Vissenaken)
De Sint-Maartenskerk of Sint-Martinuskerk is een kerk in de parochie Sint-Martens te Vissenaken (Tienen, Vlaams-Brabant, België).
De eerste, kleine Sint-Maartenskerk was opgetrokken uit keien en arduinsteen en bedekt met een schaliëndak. Rond 1100 werd een (nieuwe) romaanse kerk opgetrokken. De heilige Himelinus zou er volgens de overlevering in 631 begraven zijn en dat maakte van de kerk een centrum van volksdevotie. Eeuwenlang kwamen pelgrims uit alle windstreken ernaartoe. Boven het graf van de heilige, aan de ingang, was een altaar opgericht met erboven een muurschildering die Sint-Hemelinus voorstelde. Aan het altaar, achter een gesloten deur, was een grote put. Pelgrims haalden aarde uit deze put - er stond een ladder met wel zeven sporten in, zo diep was hij - en namen die mee naar huis. Zij mengden de aarde in het eten van mens en dier en hoopten zo ziekten te genezen. Het altaar met het beeld van de heilige werd door Franse en Hollandse troepen in 1635 vernield.
Het patronaatschap van de Sint-Maartenskerk hoorde oorspronkelijk toe aan het kapittel van de Sint-Janskerk in Luik. In 1217 verkocht dit kapittel twee derden van de Vissenakense tienden aan de abdij van Tongerlo. In 1226 gingen alle rechten over naar de abt van Tongerlo. Van dan af en tot in 1932 was een kloosterling van deze abdij pastoor in de Sint-Maartenskerk.
In 1646 werd het gebeente - men neemt aan van de heilige Himelinus - onder het altaar opgegraven en in een houten kistje verzameld dat op bevel van aartsbisschop Jacobus Boonen werd verzegeld. Het kistje werd bewaard in een schrijn op het altaar van Sint-Himelinus aan de ingang van de kerk.
In 1778 werd de Sint-Maartenskerk afgebroken. De relikwieën van Sint-Himelinus verhuisden tijdelijk naar de kerk van Sint-Pieter in Vissenaken. Bij de inhuldiging van de nieuwe Sint-Maartenskerk in 1785 werden de relikwieën er teruggeplaatst. De nieuwe kerk werd gebouwd naar een ontwerp van architect J. Thibaut, in classicistische stijl. De huidige eenbeukige kerk heeft een ranke ingebouwde toren en een vijfhoekig koor in bak- en zandsteenstijl.